# Irlanda ai Giochi della XXXII Olimpiade
L'Irlanda ha partecipato ai Giochi della XXXII Olimpiade, che si sono svolti a Tokyo, Giappone, dal 23 luglio all'8 agosto 2021 (inizialmente previsti dal 24 luglio al 9 agosto 2020 ma posticipati per la pandemia di COVID-19) con centosedici atleti, sessantuno uomini e cinquantacinque donne.
Si è trattata della ventiduesima partecipazione di questo paese ai Giochi estivi.

## Medaglie
| Riepilogo quotidiano | Riepilogo quotidiano | Riepilogo quotidiano | Riepilogo quotidiano | Riepilogo quotidiano | Riepilogo quotidiano | Riepilogo quotidiano |
| -------------------- | -------------------- | -------------------- | -------------------- | -------------------- | -------------------- | -------------------- |
| Giorno               | Data                 |                      |                      |                      | Totale               |                      |
| 5º                   | 28                   | 0                    | 0                    | 1                    | 1                    |                      |
| 6º                   | 29                   | 1                    | 0                    | 0                    | 1                    |                      |
| 9º                   | 1°                   | 0                    | 0                    | 1                    | 1                    |                      |
| 16º                  | 8                    | 1                    | 0                    | 0                    | 1                    |                      |
| Totale               | Totale               | 2                    | 0                    | 2                    | 4                    |                      |

### Medagliere per disciplina
| Sport       | Oro | Argento | Bronzo | Totale |
| ----------- | --- | ------- | ------ | ------ |
| Canottaggio | 1   | 0       | 1      | 2      |
| Pugilato    | 1   | 0       | 1      | 2      |
| Totale      | 2   | 0       | 2      | 4      |

### Medaglie d'oro
| Medaglia | Nome                           | Sport       | Evento                            |
| -------- | ------------------------------ | ----------- | --------------------------------- |
| Oro      | Paul O'Donovan Fintan McCarthy | Canottaggio | 2 di coppia pesi leggeri maschile |
| Oro      | Kellie Harrington              | Pugilato    | Pesi leggeri femminile            |

### Medaglie di bronzo
| Medaglia | Nome                                                  | Sport       | Evento               |
| -------- | ----------------------------------------------------- | ----------- | -------------------- |
| Bronzo   | Aifric Keogh Eimear Lambe Fiona Murtagh Emily Hegarty | Canottaggio | 4 senza femminile    |
| Bronzo   | Aidan Walsh                                           | Pugilato    | Pesi welter maschile |

## Delegazione
| Sport              | Uomini | Donne | Totale |
| ------------------ | ------ | ----- | ------ |
| Atletica leggera   | 13     | 12    | 25     |
| Badminton          | 1      | 0     | 1      |
| Canoa              | 1      | 0     | 1      |
| Canottaggio        | 4      | 9     | 13     |
| Ciclismo           | 5      | 2     | 7      |
| Equitazione        | 5      | 2     | 7      |
| Ginnastica         | 1      | 1     | 2      |
| Golf               | 2      | 2     | 4      |
| Hockey su prato    | 0      | 16    | 16     |
| Judo               | 1      | 1     | 2      |
| Nuoto              | 6      | 3     | 9      |
| Pentathlon moderno | 0      | 1     | 1      |
| Pugilato           | 4      | 3     | 7      |
| Rugby a 7          | 13     | 0     | 13     |
| Taekwondo          | 1      | 0     | 1      |
| Tiro               | 1      | 0     | 1      |
| Triathlon          | 1      | 1     | 2      |
| Tuffi              | 1      | 1     | 2      |
| Vela               | 2      | 1     | 3      |
| Totale             | 61     | 55    | 116    |

## Risultati

### Atletica leggera
| Q | Qualificato al turno successivo per la posizione in qualificazione                                                           |
| q | Qualificato per il turno successivo per ripescaggio o, negli eventi su campo, conquistando la misura minima per qualificarsi |

Maschile
Eventi su pista e strada
| Atleta           | Evento         | Batteria  | Batteria  | Semifinale      | Semifinale      | Finale          | Finale          |
| Atleta           | Evento         | Risultato | Posizione | Risultato       | Posizione       | Risultato       | Posizione       |
| ---------------- | -------------- | --------- | --------- | --------------- | --------------- | --------------- | --------------- |
| Marcus Lawler    | 200 m piani    | 20"73     | 6º        | Non qualificato | Non qualificato | Non qualificato | Non qualificato |
| Leon Reid        | 200 m piani    | 20"53     | 5º q      | 20"54           | 7º              | Non qualificato | Non qualificato |
| Mark English     | 800 m piani    | 1'46"75   | 4º        | Non qualificato | Non qualificato | Non qualificato | Non qualificato |
| Andrew Coscoran  | 1500 m piani   | 3'37"11   | 8º q      | 3'35"84         | 10º             | Non qualificato | Non qualificato |
| Thomas Barr      | 400 m ostacoli | 49"02     | 2º Q      | 48"26           | 4º              | Non qualificato | Non qualificato |
| David Kenny      | Marcia 20 km   | N.D.      | N.D.      | N.D.            | N.D.            | 1h26'54"        | 29º             |
| Brendan Boyce    | Marcia 50 km   | N.D.      | N.D.      | N.D.            | N.D.            | 3h53'40"        | 10º             |
| Alex Wright      | Marcia 50 km   | N.D.      | N.D.      | N.D.            | N.D.            | 4h06'20"        | 29º             |
| Paul Pollock     | Maratona       | N.D.      | N.D.      | N.D.            | N.D.            | 2h27'48"        | 71º             |
| Stephen Scullion | Maratona       | N.D.      | N.D.      | N.D.            | N.D.            | DNF             | DNF             |
| Kevin Seaward    | Maratona       | N.D.      | N.D.      | N.D.            | N.D.            | 2h21'45"        | 58º             |

Femminile
Eventi su pista e strada
| Atleta                  | Evento         | Batteria  | Batteria  | Semifinale      | Semifinale      | Finale          | Finale          |
| Atleta                  | Evento         | Risultato | Posizione | Risultato       | Posizione       | Risultato       | Posizione       |
| ----------------------- | -------------- | --------- | --------- | --------------- | --------------- | --------------- | --------------- |
| Phil Healy              | 200 m piani    | 23"21     | 5ª        | Non qualificata | Non qualificata | Non qualificata | Non qualificata |
| Phil Healy              | 400 m piani    | 51"98     | 4ª        | Non qualificata | Non qualificata | Non qualificata | Non qualificata |
| Síofra Cléirigh Büttner | 800 m piani    | 2'04"62   | 7ª        | Non qualificata | Non qualificata | Non qualificata | Non qualificata |
| Nadia Power             | 800 m piani    | 2'03"74   | 7ª        | Non qualificata | Non qualificata | Non qualificata | Non qualificata |
| Louise Shanahan         | 800 m piani    | 2'03"57   | 7ª        | Non qualificata | Non qualificata | Non qualificata | Non qualificata |
| Sarah Healy             | 1500 m piani   | 4'09"78   | 11ª       | Non qualificata | Non qualificata | Non qualificata | Non qualificata |
| Ciara Mageean           | 1500 m piani   | 4'07"29   | 10ª       | Non qualificata | Non qualificata | Non qualificata | Non qualificata |
| Sarah Lavin             | 100 m ostacoli | 13"16     | 7ª        | Non qualificata | Non qualificata | Non qualificata | Non qualificata |
| Michelle Finn           | 3000 m siepi   | 9'36"26   | 9ª        | N.D.            | N.D.            | Non qualificata | Non qualificata |
| Eilish Flanagan         | 3000 m siepi   | 9'34"86   | 12ª       | N.D.            | N.D.            | Non qualificata | Non qualificata |
| Aoife Cooke             | Maratona       | N.D.      | N.D.      | N.D.            | N.D.            | DNF             | DNF             |
| Fionnuala McCormack     | Maratona       | N.D.      | N.D.      | N.D.            | N.D.            | 2h34'09"        | 25ª             |

Misti
Eventi su pista e strada
| Atleta                                                       | Evento                  | Batteria  | Batteria  | Finale    | Finale    |
| Atleta                                                       | Evento                  | Risultato | Posizione | Risultato | Posizione |
| ------------------------------------------------------------ | ----------------------- | --------- | --------- | --------- | --------- |
| Sophie Becker Cillin Greene Phil Healy Christopher O'Donnell | Staffetta 4×400 m mista | 3'12"94   | 4ª q      | 3'15"04   | 8ª        |

### Badminton
| Atleta      | Evento           | Girone                       | Girone                           | Girone | Ottavi               | Quarti               | Semifinale           | Finale / FB          | Finale / FB     |
| Atleta      | Evento           | Avversario Punteggio         | Avversario Punteggio             | Pos.   | Avversario Punteggio | Avversario Punteggio | Avversario Punteggio | Avversario Punteggio | Pos.            |
| ----------- | ---------------- | ---------------------------- | -------------------------------- | ------ | -------------------- | -------------------- | -------------------- | -------------------- | --------------- |
| Nhat Nguyen | Singolo maschile | Karunaratne V (21–16, 21–14) | Wang T-w P (12–21, 21–18, 12–21) | 2º     | N.D.                 | Non qualificato      | Non qualificato      | Non qualificato      | Non qualificato |

### Canoa/Kayak

#### Slalom
| Atleta        | Evento        | Qualificazioni | Qualificazioni | Qualificazioni | Qualificazioni | Qualificazioni | Qualificazioni | Semifinali | Semifinali | Semifinali | Finale          | Finale          | Finale          |
| Atleta        | Evento        | 1ª manche      | Pos.           | 2ª manche      | Pos.           | Migliore       | Posizione      | Penalità   | Tempo      | Posizione  | Penalità        | Tempo           | Posizione       |
| ------------- | ------------- | -------------- | -------------- | -------------- | -------------- | -------------- | -------------- | ---------- | ---------- | ---------- | --------------- | --------------- | --------------- |
| Liam Jegou    | C-1 maschile  | 174"57         | 18º            | 104"40         | 9º             | 104"40         | 11º Q          | 100"       | 208"39     | 15º        | Non qualificato | Non qualificato | Non qualificato |
| Jane Nicholas | K-1 femminile | 150"17         | 23ª            | 120"10         | 20ª            | 120"10         | 21ª Q          | 6"         | 144"80     | 22ª        | Non qualificata | Non qualificata | Non qualificata |

### Canottaggio
Maschile
| Atleta                         | Evento                   | Batteria | Batteria  | Ripescaggio | Ripescaggio | Semifinali | Semifinali | Finale / Finale B | Finale / Finale B |
| Atleta                         | Evento                   | Tempo    | Posizione | Tempo       | Posizione   | Tempo      | Posizione  | Tempo             | Posizione         |
| ------------------------------ | ------------------------ | -------- | --------- | ----------- | ----------- | ---------- | ---------- | ----------------- | ----------------- |
| Ronan Byrne Philip Doyle       | 2 di coppia              | 6'14"40  | 4ª R      | 6'29"90     | 3ª Q        | 6'49"09    | 6ª qB      | 6'16"89           | 10º               |
| Fintan McCarthy Paul O'Donovan | 2 di coppia pesi leggeri | 6'23"74  | 1ª Q      | Bye         | Bye         | 6'05"33    | 1ª Q       | 5'06"43           |                   |

Femminile
| Atleta                                                | Evento                   | Batteria | Batteria  | Ripescaggio | Ripescaggio | Quarti  | Quarti    | Semifinali | Semifinali | Finale / Finale B | Finale / Finale B |
| Atleta                                                | Evento                   | Tempo    | Posizione | Tempo       | Posizione   | Tempo   | Posizione | Tempo      | Posizione  | Tempo             | Posizione         |
| ----------------------------------------------------- | ------------------------ | -------- | --------- | ----------- | ----------- | ------- | --------- | ---------- | ---------- | ----------------- | ----------------- |
| Sanita Pušpure                                        | Singolo                  | 7'46"08  | 1ª Q      | Bye         | Bye         | 7'58"30 | 1ª Q      | 7'34"40    | 5ª qB      | DNS               | 12ª               |
| Aoife Casey Margaret Cremen                           | 2 di coppia pesi leggeri | 7'17"67  | 5ª R      | 7'23"46     | 3ª Q        | N.D.    | N.D.      | 6'49"24    | 5ª qB      | 6'49"90           | 8ª                |
| Aileen Crowley Monika Dukarska                        | 2 senza                  | 7'24"71  | 4ª R      | 7'31"00     | 3ª Q        | N.D.    | N.D.      | 7'06"07    | 5ª qB      | 7'02"22           | 11ª               |
| Aifric Keogh Eimear Lambe Fiona Murtagh Emily Hegarty | 4 senza                  | 6'28"94  | 2ª Q      | Bye         | Bye         | N.D.    | N.D.      | N.D.       | N.D.       | 6'20"48           |                   |

### Ciclismo

#### Ciclismo su strada
| Atleta        | Evento                  | Tempo    | Posizione |
| ------------- | ----------------------- | -------- | --------- |
| Eddie Dunbar  | Corsa in linea maschile | 6h21'46" | 76º       |
| Daniel Martin | Corsa in linea maschile | 6h09'04" | 16º       |
| Nicolas Roche | Corsa in linea maschile | 6h21'46" | 75º       |
| Nicolas Roche | Cronometro maschile     | 1h01'23" | 28º       |

#### Ciclismo su pista
| Atleta      | Evento           | Scratch race | Scratch race | Corsa a tempo | Corsa a tempo | Corsa a eliminazione | Corsa a eliminazione | Corsa a punti | Corsa a punti | Punti totali | Classifica |
| Atleta      | Evento           | Posizione    | Punti        | Posizione     | Punti         | Posizione            | Punti                | Posizione     | Punti         | Punti totali | Classifica |
| ----------- | ---------------- | ------------ | ------------ | ------------- | ------------- | -------------------- | -------------------- | ------------- | ------------- | ------------ | ---------- |
| Mark Downey | Omnium maschile  | 16º          | 10           | 19º           | 4             | 19º                  | 4                    | 9º            | 0             | 18           | 17º        |
| Emily Kay   | Omnium femminile | 13ª          | 16           | 19ª           | 16            | 9ª                   | 24                   | 15ª           | 0             | 56           | 13ª        |

| Atleta                     | Evento              | Punti | Giri | Posizione |
| -------------------------- | ------------------- | ----- | ---- | --------- |
| Mark Downey Felix English  | Americana maschile  | DNF   | DNF  | =12ª      |
| Emily Kay Shannon McCurley | Americana femminile | DNF   | DNF  | =13ª      |

### Equitazione

#### Dressage
| Atleta         | Cavallo | Evento      | Grand Prix | Grand Prix | Grand Prix Freestyle | Grand Prix Freestyle | Grand Prix Freestyle | Grand Prix Freestyle |
| Atleta         | Cavallo | Evento      | Punteggio  | Classifica | Tecnico              | Artistico            | Totale               | Classifica           |
| -------------- | ------- | ----------- | ---------- | ---------- | -------------------- | -------------------- | -------------------- | -------------------- |
| Heike Holstein | Sambuca | Individuale | 68,432     | 37ª        | Non qualificata      | Non qualificata      | Non qualificata      | Non qualificata      |

#### Concorso completo
| Atleta                                 | Cavallo            | Evento      | Dressage | Dressage | Cross-country | Cross-country | Cross-country | Salto ostacoli | Salto ostacoli | Salto ostacoli | Salto ostacoli  | Salto ostacoli  | Salto ostacoli  | Totale   | Totale |
| Atleta                                 | Cavallo            | Evento      | Dressage | Dressage | Cross-country | Cross-country | Cross-country | Qualificazione | Qualificazione | Qualificazione | Finale          | Finale          | Finale          | Totale   | Totale |
| Atleta                                 | Cavallo            | Evento      | Penalità | Pos.     | Penalità      | Totale        | Pos.          | Penalità       | Totale         | Pos.           | Penalità        | Totale          | Pos.            | Penalità | Pos.   |
| -------------------------------------- | ------------------ | ----------- | -------- | -------- | ------------- | ------------- | ------------- | -------------- | -------------- | -------------- | --------------- | --------------- | --------------- | -------- | ------ |
| Sarah Ennis                            | Woodcourt Garrison | Individuale | 38,10    | 50ª      | 37,60         | 75,70         | 41ª           | 4,00           | 79,70          | 36ª            | Non qualificata | Non qualificata | Non qualificata | 79,70    | 36ª    |
| Austin O'Connor                        | Colorado Blue      | Individuale | 38,00    | 49º      | 0,00          | 38,00         | 20º           | 4,00           | 42,00          | 18º Q          | 4,00            | 46,00           | 13º             | 46,00    | 13º    |
| Sam Watson                             | Flamenco           | Individuale | 34,30    | 38º      | 13,00         | 47,30         | 31º           | 8,00           | 55,30          | 30º            | Non qualificato | Non qualificato | Non qualificato | 55,30    | 30º    |
| Sarah Ennis Austin O'Connor Sam Watson | Vedi sopra         | Squadre     | 110,40   | 13ª      | 50,60         | 161,00        | 8ª            | 16,00          | 177,00         | 8ª             | N.D.            | N.D.            | N.D.            | 177,00   | 8ª     |

#### Salto ostacoli
| Atleta                                     | Cavallo                         | Evento      | Qualificazione | Qualificazione | Finale          | Finale          | Jump-off        | Jump-off        |
| Atleta                                     | Cavallo                         | Evento      | Penalità       | Pos.           | Penalità        | Pos.            | Penalità        | Pos.            |
| ------------------------------------------ | ------------------------------- | ----------- | -------------- | -------------- | --------------- | --------------- | --------------- | --------------- |
| Bertram Allen                              | Pacino Amiro                    | Individuale | 0,00           | 1º Q           | 8,00            | 15º             | Non qualificato | Non qualificato |
| Darragh Kenny                              | Cartello                        | Individuale | 0,00           | 1º Q           | 8,00            | 17º             | Non qualificato | Non qualificato |
| Cian O'Connor                              | Kilkenny                        | Individuale | 0,00           | 1º Q           | 1,00            | 7º              | Non qualificato | Non qualificato |
| Bertram Allen Darragh Kenny Shane Sweetnam | Alejandro Pacino Amiro Cartello | Squadre     | EL             | EL             | Non qualificata | Non qualificata | Non qualificata | Non qualificata |

### Ginnastica

#### Ginnastica artistica
Uomini
| Atleta           | Evento  | Qualificazione | Qualificazione | Qualificazione | Qualificazione | Qualificazione | Qualificazione | Qualificazione | Qualificazione | Finale   | Finale   | Finale   | Finale   | Finale   | Finale   | Finale | Finale |
| Atleta           | Evento  | Attrezzo       | Attrezzo       | Attrezzo       | Attrezzo       | Attrezzo       | Attrezzo       | Totale         | Pos.           | Attrezzo | Attrezzo | Attrezzo | Attrezzo | Attrezzo | Attrezzo | Totale | Pos.   |
| Atleta           | Evento  | CL             | C              | A              | V              | P              | S              | Totale         | Pos.           | CL       | C        | A        | V        | P        | S        | Totale | Pos.   |
| ---------------- | ------- | -------------- | -------------- | -------------- | -------------- | -------------- | -------------- | -------------- | -------------- | -------- | -------- | -------- | -------- | -------- | -------- | ------ | ------ |
| Rhys McClenaghan | Cavallo | N.D.           | 15,266         | N.D.           | N.D.           | N.D.           | N.D.           | N.D.           | =2º Q          | N.D.     | 13,100   | N.D.     | N.D.     | N.D.     | N.D.     | N.D.   | 7º     |

Donne
| Atleta     | Evento               | Qualificazione | Qualificazione | Qualificazione | Qualificazione | Qualificazione | Qualificazione | Finale          | Finale          | Finale          | Finale          | Finale          | Finale          |
| Atleta     | Evento               | Attrezzo       | Attrezzo       | Attrezzo       | Attrezzo       | Totale         | Pos.           | Attrezzo        | Attrezzo        | Attrezzo        | Attrezzo        | Totale          | Pos.            |
| Atleta     | Evento               | CL             | V              | T              | P              | Totale         | Pos.           | CL              | V               | T               | P               | Totale          | Pos.            |
| ---------- | -------------------- | -------------- | -------------- | -------------- | -------------- | -------------- | -------------- | --------------- | --------------- | --------------- | --------------- | --------------- | --------------- |
| Megan Ryan | Concorso individuale | 13,200         | 12,000         | 10,466         | 11,533         | 47,199         | 72ª            | Non qualificata | Non qualificata | Non qualificata | Non qualificata | Non qualificata | Non qualificata |

### Golf
| Atleta           | Evento    | Round 1   | Round 2   | Round 3   | Round 4   | Totale | Totale | Totale     |
| Atleta           | Evento    | Punteggio | Punteggio | Punteggio | Punteggio | Totale | Par    | Classifica |
| ---------------- | --------- | --------- | --------- | --------- | --------- | ------ | ------ | ---------- |
| Shane Lowry      | Maschile  | 70        | 65        | 68        | 70        | 274    | −10    | =22º       |
| Rory McIlroy     | Maschile  | 69        | 66        | 67        | 67        | 269    | −15    | =4º        |
| Leona Maguire    | Femminile | 71        | 67        | 70        | 71        | 279    | −15    | =23ª       |
| Stephanie Meadow | Femminile | 72        | 66        | 68        | 66        | 272    | −12    | 7ª         |

### Hockey su prato
| Squadra            | Torneo    | Girone               | Girone               | Girone               | Girone               | Girone               | Girone | Quarti               | Semifinali           | Finale               | Pos. |
| Squadra            | Torneo    | Avversario Punteggio | Avversario Punteggio | Avversario Punteggio | Avversario Punteggio | Avversario Punteggio | Pos.   | Avversario Punteggio | Avversario Punteggio | Avversario Punteggio | Pos. |
| ------------------ | --------- | -------------------- | -------------------- | -------------------- | -------------------- | -------------------- | ------ | -------------------- | -------------------- | -------------------- | ---- |
| Nazionale maschile | Femminile | Sudafrica V 2-0      | Paesi Bassi P 0-4    | Germania P 2-4       | India P 0-1          | Gran Bretagna N 0-2  | 5ª     | Non qualificata      | Non qualificata      | Non qualificata      | 10ª  |

### Judo
| Atleta            | Evento          | 16-esimi             | Ottavi               | Quarti               | Semifinali           | Ripescaggio          | Finale               | Pos.            |
| Atleta            | Evento          | Avversario Punteggio | Avversario Punteggio | Avversario Punteggio | Avversario Punteggio | Avversario Punteggio | Avversario Punteggio | Pos.            |
| ----------------- | --------------- | -------------------- | -------------------- | -------------------- | -------------------- | -------------------- | -------------------- | --------------- |
| Benjamin Fletcher | 100 kg maschile | Khurramov P 00–01    | Non qualificato      | Non qualificato      | Non qualificato      | Non qualificato      | Non qualificato      | Non qualificato |
| Megan Fletcher    | 70 kg femminile | Polleres P 00–01     | Non qualificata      | Non qualificata      | Non qualificata      | Non qualificata      | Non qualificata      | Non qualificata |

### Nuoto
Uomini
| Atleta                                                | Evento               | Batterie | Batterie  | Semifinali      | Semifinali      | Finale          | Finale          |
| Atleta                                                | Evento               | Tempo    | Posizione | Tempo           | Posizione       | Tempo           | Posizione       |
| ----------------------------------------------------- | -------------------- | -------- | --------- | --------------- | --------------- | --------------- | --------------- |
| Daniel Wiffen                                         | 800 m stile libero   | 7'51"65  | 14º       | N.D.            | N.D.            | Non qualificato | Non qualificato |
| Daniel Wiffen                                         | 1500 m stile libero  | 15'07"69 | 20º       | N.D.            | N.D.            | Non qualificato | Non qualificato |
| Shane Ryan                                            | 100 m dorso          | DNS      | DNS       | Non qualificato | Non qualificato | Non qualificato | Non qualificato |
| Darragh Greene                                        | 100 m rana           | 1'00"30  | 29º       | Non qualificato | Non qualificato | Non qualificato | Non qualificato |
| Darragh Greene                                        | 200 m rana           | 2'11"09  | 23º       | Non qualificato | Non qualificato | Non qualificato | Non qualificato |
| Shane Ryan                                            | 100 m farfalla       | 52"52    | =37º      | Non qualificato | Non qualificato | Non qualificato | Non qualificato |
| Brendan Hyland                                        | 200 m farfalla       | 1'57"09  | 23º       | Non qualificato | Non qualificato | Non qualificato | Non qualificato |
| Brendan Hyland Finn McGeever Jack McMillan Shane Ryan | 4×200 m stile libero | 7'15"48  | 14ª       | N.D.            | N.D.            | Non qualificati | Non qualificati |

Donne
| Atleta        | Evento            | Batterie | Batterie  | Semifinali      | Semifinali      | Finale          | Finale          |                 |                 |
| Atleta        | Evento            | Tempo    | Posizione | Tempo           | Posizione       | Tempo           | Posizione       |                 |                 |
| ------------- | ----------------- | -------- | --------- | --------------- | --------------- | --------------- | --------------- | --------------- | --------------- |
| Danielle Hill | 50 m stile libero | 25"70    | 33ª       | N.D.            | N.D.            | Non qualificata | Non qualificata |                 |                 |
| Danielle Hill | 100 m dorso       | 1'00"86  | 25ª       | N.D.            | N.D.            | Non qualificata | Non qualificata | Non qualificata | Non qualificata |
| Mona McSharry | 100 m rana        | 1'06"39  | 9ª Q      | 1'06"59         | 8ª Q            | 1'06"94         | 8ª              |                 |                 |
| Mona McSharry | 200 m rana        | 2'25"08  | 20ª       | Non qualificata | Non qualificata | Non qualificata | Non qualificata |                 |                 |
| Ellen Walshe  | 100 m farfalla    | 59"35    | 24ª       | Non qualificata | Non qualificata | Non qualificata | Non qualificata |                 |                 |
| Ellen Walshe  | 200 m misti       | 2"13'34  | 19ª       | Non qualificata | Non qualificata | Non qualificata | Non qualificata |                 |                 |

### Pentathlon moderno
| Atleta        | Evento         | Scherma   | Scherma | Scherma | Nuoto   | Nuoto | Nuoto | Equitazione | Equitazione | Equitazione | Combinato (corsa e pistola) | Combinato (corsa e pistola) | Combinato (corsa e pistola) | Totale | Posizione finale |
| Atleta        | Evento         | Risultati | Pos.    | Punti   | Tempo   | Pos.  | Punti | Penalità    | Pos.        | Punti       | Tempo                       | Pos.                        | Punti                       | Totale | Posizione finale |
| ------------- | -------------- | --------- | ------- | ------- | ------- | ----- | ----- | ----------- | ----------- | ----------- | --------------------------- | --------------------------- | --------------------------- | ------ | ---------------- |
| Natalya Coyle | Gara femminile | 23+1      | 3ª      | 239     | 2'13"88 | 13ª   | 283   | 66          | 28ª         | 234         | 13'08"51                    | 28ª                         | 512                         | 1268   | 24ª              |

### Pugilato
| Atleta            | Evento                     | 16-esimi             | Ottavi               | Quarti               | Semifinali           | Finale               | Pos.            |
| Atleta            | Evento                     | Avversario Punteggio | Avversario Punteggio | Avversario Punteggio | Avversario Punteggio | Avversario Punteggio | Pos.            |
| ----------------- | -------------------------- | -------------------- | -------------------- | -------------------- | -------------------- | -------------------- | --------------- |
| Brendan Irvine    | Pesi mosca maschile        | Paalam P 1–4         | Non qualificato      | Non qualificato      | Non qualificato      | Non qualificato      | Non qualificato |
| Kurt Walker       | Pesi piuma maschile        | Quiles V 5–0         | Mirzakhalilov V 4–1  | Ragan P 2–3          | Non qualificato      | Non qualificato      | Non qualificato |
| Aidan Walsh       | Pesi welter maschile       | Bye                  | Mengue V 5–0         | Clair V 4–1          | McCormack P WO       | Non qualificato      | Non qualificato |
| Emmett Brennan    | Pesi mediomassimi maschile | Ruzmetov P 0–5       | Non qualificato      | Non qualificato      | Non qualificato      | Non qualificato      | Non qualificato |
| Michaela Walsh    | Pesi piuma femminile       | Bye                  | Testa P 1–4          | Non qualificata      | Non qualificata      | Non qualificata      | Non qualificata |
| Kellie Harrington | Pesi leggeri femminile     | Bye                  | Nicoli V 5–0         | Khelif V 5–0         | Seesondee V 3–2      | Ferreira V 5–0       |                 |
| Aoife O'Rourke    | Pesi medi femminile        | N.D.                 | Li Q P 0–5           | Non qualificata      | Non qualificata      | Non qualificata      | Non qualificata |

### Rugby a 7
| Squadra            | Torneo   | Girone               | Girone                | Girone               | Girone | Quarti               | Semifinale                                     | Finale                         | Pos. |
| Squadra            | Torneo   | Avversario Punteggio | Avversario Punteggio  | Avversario Punteggio | Pos.   | Avversario Punteggio | Avversario Punteggio                           | Avversario Punteggio           | Pos. |
| ------------------ | -------- | -------------------- | --------------------- | -------------------- | ------ | -------------------- | ---------------------------------------------- | ------------------------------ | ---- |
| Nazionale maschile | Maschile | Sudafrica P (14-33)  | Stati Uniti P (17-19) | Kenya V (12-7)       | 3ª     | N.D.                 | Semifinale 9º/12º posto Corea del Sud V (31-0) | Finale 9º posto Kenya P (0-22) | 10ª  |

### Taekwondo
| Atleta       | Evento         | Ottavi               | Quarti               | Semifinali           | Ripescaggio          | Finale / FB          | Pos.            |
| Atleta       | Evento         | Avversario Punteggio | Avversario Punteggio | Avversario Punteggio | Avversario Punteggio | Avversario Punteggio | Pos.            |
| ------------ | -------------- | -------------------- | -------------------- | -------------------- | -------------------- | -------------------- | --------------- |
| Jack Woolley | 58 kg maschile | Guzmán P 19–22       | Non qualificato      | Non qualificato      | Non qualificato      | Non qualificato      | Non qualificato |

### Tiro a segno/volo
| Atleta        | Evento        | Qualificazione | Qualificazione | Finale          | Finale          |
| Atleta        | Evento        | Punteggio      | Classifica     | Punteggio       | Classifica      |
| ------------- | ------------- | -------------- | -------------- | --------------- | --------------- |
| Derek Burnett | Trap maschile | 118            | 26º            | Non qualificato | Non qualificato |

### Triathlon
| Atleta        | Evento                | Nuoto  | T1    | Ciclismo | T2    | Corsa  | Totale   | Classifica |
| ------------- | --------------------- | ------ | ----- | -------- | ----- | ------ | -------- | ---------- |
| Russell White | Individuale maschile  | 18'35" | 0'44" | 57'40"   | 0'36" | 37'05" | 1"54'40" | 48º        |
| Carolyn Hayes | Individuale femminile | 20'10" | 0'43" | 1h06'04" | 0'30" | 34'43" | 2h02'10" | 23ª        |

### Tuffi
| Atleta         | Evento                     | Preliminari | Preliminari | Semifinale      | Semifinale      | Finale          | Finale          |
| Atleta         | Evento                     | Punti       | Classifica  | Punti           | Classifica      | Punti           | Classifica      |
| -------------- | -------------------------- | ----------- | ----------- | --------------- | --------------- | --------------- | --------------- |
| Oliver Dingley | Trampolino 3 m maschile    | 335,00      | 25º         | Non qualificato | Non qualificato | Non qualificato | Non qualificato |
| Tanya Watson   | Piattaforma 10 m femminile | 289,40      | 16ª Q       | 278,15          | 15ª             | Non qualificata | Non qualificata |

### Vela
| Atleta                        | Evento          | Regata | Regata | Regata | Regata | Regata | Regata | Regata | Regata | Regata | Regata | Regata | Regata | Regata | Punteggio Totale | Punteggio Netto | Classifica |
| Atleta                        | Evento          | 1      | 2      | 3      | 4      | 5      | 6      | 7      | 8      | 9      | 10     | 11     | 12     | M      | Punteggio Totale | Punteggio Netto | Classifica |
| ----------------------------- | --------------- | ------ | ------ | ------ | ------ | ------ | ------ | ------ | ------ | ------ | ------ | ------ | ------ | ------ | ---------------- | --------------- | ---------- |
| Annalise Murphy               | Laser femminile | 35     | 12     | 24     | 37     | 9      | 10     | 1      | 2      | 30     | 40     | N.D.   | N.D.   | EL     | 200              | 160             | 18ª        |
| Robert Dickson Sean Waddilove | 49er maschile   | 1      | 12     | 11     | 13     | DSQ    | DSQ    | 8      | 18     | 8      | 3      | 17     | 1      | EL     | 132              | 112             | 13ª        |